# ESIM

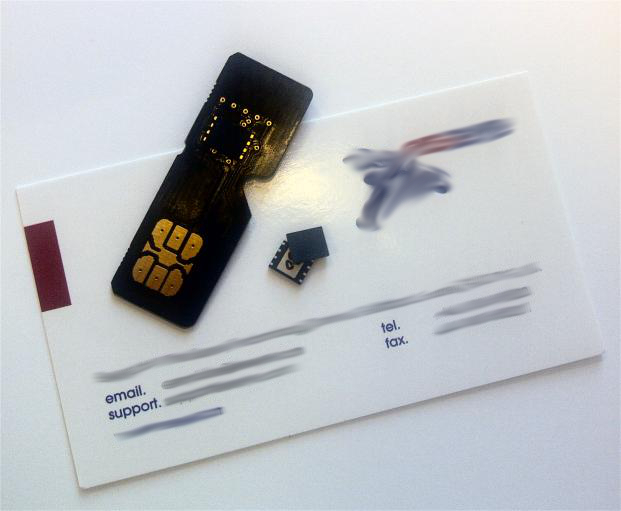
eSIM de M2M Eseye amb placa adaptadora per avaluació

Una targeta embedded SIM (eSIM), o targeta de circuit integrat universal incrustada (eUICC), és una targeta SIM en forma de programa que s'incrusta directament en un dispositiu i es pot gestionar mitjançant el Remote SIM Provisioning.

## Visió general
En lloc d'una targeta SIM física que s'insereix manualment en un dispositiu, una eSIM es munta al dispositiu mòbil de fàbrica de manera permanent amb Tecnologia de muntatge superficial. Millora la fiabilitat i la seguretat de la xarxa, alhora que redueix els requisits d'espai en el dispositiu mòbil, ja que no es necessita cap mena de connector, augmentant la fiabilitat i flexibilitat del disseny.
Normalment, una eSIM es gestiona de manera remota; els usuaris finals poden afegir o eliminar operadors sense necessitat d'intercanviar físicament una SIM del dispositiu. Totes les eSIM estan programades de fàbrica amb un identificador eSIM (EID) permanent. Aquest número l'utilitza el servei d'aprovisionament per associar el dispositiu amb una subscripció d'operador existent, així com per negociar un canal segur per a la programació.
eSIM és una especificació global de la GSMA que permet el subministrament remot de SIM de qualsevol dispositiu mòbil. GSMA defineix eSIM com la SIM per a la propera generació de dispositius de consum connectats. Les solucions de xarxa que utilitzen la tecnologia eSIM es poden aplicar àmpliament a diversos escenaris d'Internet de les coses (IoT), inclosos els cotxes connectats (miralls retrovisors intel·ligents, diagnòstics a bord (OBD), punts Wi-Fi de vehicles), traductors d'intel·ligència artificial, dispositius MiFi, intel·ligents. auriculars, mesurador intel·ligent, unitats de seguiment GPS, DTU, bicicletes compartides, reproductors publicitaris, dispositius de videovigilància, etc.
Una eSIM utilitza la mateixa interfície elèctrica que una SIM física tal com es defineix a ISO/IEC 7816. Un cop s'ha instal·lat un perfil d'operador en una eSIM, funciona igual que una SIM física, amb un ICCID únic i una clau d'autenticació de xarxa generada per l'operador.
El factor de forma física d'un xip eSIM s'anomena comunament MFF2.

## Història
Des del 2010, la GSMA havia estat discutint la possibilitat d'un SIM basada en programari.
Tot i que Motorola va assenyalar que l'eUICC està orientat a dispositius industrials, Apple "no va estar d'acord que hi hagi cap declaració que prohibeix l'ús d'un UICC incrustada en un producte de consum". Actualment, la GSMA manté dues versions diferents de l'estàndard, una per a dispositius de consum i una altra per a dispositius M2M.
Una primera versió de l'estàndard es va publicar el març de 2016, seguida d'una segona versió el novembre de 2016.
El 2016, el rellotge intel·ligent Samsung Gear S2 Classic 3G va ser el primer dispositiu que va implementar una eSIM.
L'any 2017, durant el Mobile World Congress, Qualcomm va presentar una solució tècnica, amb una demostració en directe, dins del seu xip Snapdragon associat a programes relacionats (aplicacions segures Java).

## Implementacions

### Dispositius
La Comissió Europea va seleccionar el 2012 el format UICC incrustat per al seu servei de trucades d'emergència al vehicle, conegut com a eCall. Tots els models de cotxes nous a la UE han de tenir-ne un abans del 2018 per connectar el cotxe a l'instant als serveis d'emergència en cas d'accident.
Rússia té un pla similar amb el GLONASS (sistema nacional de posicionament per satèl·lit) anomenat ERA-GLONASS.
Singapur està buscant l'opinió pública sobre la introducció de l'eSIM com a nou estàndard, ja que més dispositius compatibles entren al mercat.
Apple va implementar el suport eSIM a la seva Apple Watch Series 3 i posteriors, a més de tots els iPads llançats des de l'iPad Pro (tercera generació). Apple també va incloure suport eSIM amb l'iPhone XS, l'iPhone XS Max, l'iPhone XR i més tard amb Dual SIM. El suport d'eSIM a l'iPhone requereix iOS 12.1 o posterior. L'eSIM a l'iPhone no s'ofereix a la Xina continental. A Hong Kong i Macau, l'iPhone 12 mini, l'iPhone SE (2a generació) i l'iPhone XS inclouen eSIM.
Google va presentar el Pixel 2 l'octubre de 2017, que va afegir suport eSIM per utilitzar-lo amb el seu servei Google Fi. El 2018, Google va llançar Pixel 3 i Pixel 3 XL i, posteriorment, el maig de 2019, Pixel 3a i Pixel 3a XL, amb suport eSIM per a operadors diferents de Google Fi. A l'octubre del mateix any, Google va llançar el Pixel 4 i el Pixel 4 XL amb suport eSIM.
Motorola va llançar la versió 2020 del Motorola Razr, un telèfon intel·ligent plegable que no té ranura física per a SIM ja que només admet eSIM.
Plintron va implementar el producte d'Internet de les coses eSIM4Things, basat en el suport d'eSIM per als dispositius i disponible a 28 països.
Microsoft va introduir eSIM al sistema operatiu Windows 10 l'any 2018 i va llançar el seu primer dispositiu habilitat per a eSIM, Surface Pro LTE, l'any 2017.
Samsung va lliurar telèfons intel·ligents de la sèrie Galaxy S21 i S20 als EUA amb hardware eSIM a bord, però sense suport de programari fora de la caixa. La funció es va habilitar més tard amb l'actualització de la versió 4 del "One UI". Tanmateix, la implementació de l'eSIM als S21 i S20 als EUA és diferent de la implementació a la resta del món. La versió dels EUA no té la capacitat d'especificar diferents SIM predeterminades per a diferents funcions, per exemple, una SIM com a predeterminada per a dades i l'altra SIM com a predeterminada per a veu. Requereix que la mateixa eSIM sigui la SIM predeterminada per a dades, veu i SMS. La versió nord-americana també obliga a reiniciar cada vegada que l'usuari canvia d'eSIM mentre que els models no nord-americans no ho fan.

## Disseny
Una targeta SIM tradicional consta d'un circuit integrat situat en una  targeta de circuit integrat universal (UICC), generalment feta de PVC, que s'insereix manualment en un dispositiu. Per contra, una eSIM és un perfil de targeta SIM virtualitzada instal·lat en un xip eUICC permanentment muntat en la superfície d'un dispositiu mòbil a la fàbrica. El xip eUICC utilitzat per allotjar la eSIM utilitza la mateixa interfície elèctrica que una SIM física, tal com es defineix en  ISO/IEC 7816. Un cop s'ha instal·lat un perfil d'operador de eSIM en una eUICC, funciona igual que una SIM física, completa amb un únic ICCID i clau d'autenticació de xarxa generada per l'operador.

## Ús
Normalment, una  eSIM es provisiona de manera remota; els usuaris finals poden afegir o eliminar operadors sense necessitat de canviar físicament una targeta SIM del dispositiu. Totes les eSIM estan programades amb una Identificació d'eSIM (EID) permanent a la fàbrica. El servei de provisió utilitza aquest número per associar el dispositiu amb una subscripció d'operador existent, així com per negociar un canal segur per a la programació.

## Prestadors/Proveïdors d'eSIMs
Malgrat que algunes empreses esperaven aquests canvis, el ràpid desenvolupament d'aquesta tecnologia va portar moltes altres empreses a un punt on van haver d'adaptar-se ràpidament i llançar la seva pròpia eSIM o fins i tot canviar completament les seves contrapartides físiques.
Empreses a Espanya com Always Mobile, Holafly, Orange, Vodafone i altres ara tenen la seva pròpia eSIM a les seves botigues web.

## iSIM i nuSIM
El 2021, Deutsche Telekom va presentar una alternativa a les eSIM per a dispositius més petits i l'Internet de les coses en forma de SIM integrades (iSIM) totalment incloses en un enclavament de seguretat del mòdem SoC (System on Chip). Anomenades nuSIM, són més petites, més econòmiques i més ecològiques, ja que no requereixen maquinari ni plàstic addicional. A més a més, poden complir amb els mateixos requisits de seguretat que una eSIM o una SIM clàssica i faciliten la logística i la producció de petits dispositius. Es pot esperar que, a causa d'aquests avantatges, les iSIM també substitueixin les (e)SIM en els telèfons mòbils i altres dispositius de consum connectats en el futur.